# Колледж персонала системы ООН
Колледж персонала системы ООН (КПСООН) — это учебное учреждение, созданное в 2002 году для повышения квалификации и развития потенциала сотрудников системы ООН и ее партнеров. Колледж создан в соответствии резолюцией, принятой Генеральной Ассамблеей 12 июля 2001 года.

## Цели
Колледж персонала является самостоятельным общесистемным учреждением, занимающимся накоплением и распространением знаний и обучением в целях содействия формированию целостной культуры управления во всей системе Организации Объединенных Наций. Он обеспечивает развитие у международных гражданских служащих навыков стратегического руководства и управления в целях укрепления сотрудничества в рамках системы в областях, относящихся к общей сфере компетенции разных организаций; повышения эффективности деятельности; укрепления сотрудничества с государствами-членами и наблюдателями при Организации Объединенных Наций, специализированными учреждениями, региональными комиссиями, неправительственными организациями и гражданским обществом и в целях формирования более целостной общесистемной культуры управления.

## Финансирование
На основании статьи 7 Устава Колледжа персонала системы Организации Объединенных Наций колледж организует курсы и другие мероприятия, связанные с его мандатами, на платной основе.